# Mulhouse (croiseur)
Le croiseur cuirassé Mulhouse intégra la marine française en 1920, au titre des dommages de guerre dus par l'Allemagne. C'était le croiseur léger SMS Stralsund ayant servi dans la marine impériale allemande.

## Historique
Il fait partie de la première classe de navire de guerre dont la ceinture blindée est directement construite avec la coque, plutôt que boulonnée sur elle.
Lancé à Brême, en 1911, le bâtiment (l'un des quatre de la classe Magdeburg) a pris la mer en novembre 1912. Il sera touché deux fois au combat et endommagé lors de la Première Guerre mondiale.
Cédé à la France au titre des dommages de guerre, le croiseur est arrivé à Cherbourg le 3 août 1920
Il fut le fleuron de la deuxième escadre de la base navale de Brest. Il fut mis en réserve en 1933.
Le Mulhouse fut remorqué par les Allemands au début de l'occupation de la France par l'Allemagne durant la Seconde Guerre mondiale et coulé devant la base sous-marine de Lorient pour servir de pare-torpilles en 1941.

## Commandants
- Le capitaine de vaisseau Binos de Pombarat (15 septembre 1921)
- Le capitaine de frégate Vedel (5 janvier 1923)
- Le capitaine de frégate Michel (5 janvier 1925)
- Le capitaine de frégate Defforges (6 avril 1926)[1]
- Le capitaine de frégate Fournie (6 octobre 1927)
- Le capitaine de vaisseau Kerdudo (15 décembre 1928)[2]